# Новоальметьево
Новоальметьево (баш. Яңы Әлмәт) — деревня в Бакалинском районе Республики Башкортостан Российской Федерации. Входит в состав Килеевского сельсовета.

## География

### Географическое положение
Расстояние до:
- районного центра (Бакалы): 19 км,
- центра сельсовета (Килеево): 7 км,
- ближайшей ж/д станции (Туймазы): 98 км.

## Население
| 2002 | 2009 | 2010 |
| ---- | ---- | ---- |
| 174  | ↘155 | ↘135 |

Согласно переписи 2002 года, преобладающая национальность — татары (95 %).